# Porocystis
Porocystis es un género con tres especies de plantas de flores perteneciente a la familia Sapindaceae. 

## Especies seleccionadas
- Porocystis acuminata
- Porocystis demerarae
- Porocystis toulicioides